# Страда, Пьетро
Пьетро Страда (итал. Pietro Strada; родился 11 декабря 1969 года, Брешиа, Италия) — итальянский футболист, выступающий на позиции полузащитника.

## Карьера
Начал карьеру в рядах «Оспиталетто» в серии C2. Под руководством Джиджи Майфреди стал победителем чемпионата и получил вместе с клубом повышение в классе. В возрасте семнадцати лет в 1987 году перешёл в «Болонью», играющей в серии B. В сезон 1987/88 провёл 5 матчей.
Длинная серия травм, которые будут преследовать игрока на протяжении всей карьеры, начинается именно в том сезоне: он будет прооперирован на лодыжке в виду серьёзного растяжения, которое он получил во время тренировки в техническом центре Кастельдеболе в Болонье. В конце сезона он возвращается в «Оспиталетто», где он играет два сезона (снова в серии C2).